# David Geringas
David Geringas (Litouws: Dovydas Geringas, Vilnius, 29 juli 1946) is een Litouws cellist en dirigent.

## Levensloop
Geringas studeerde cello aan het conservatorium van Moskou van 1963 tot 1973. Hij was een leerling van Mstislav Rostropovitsj. Hij werd de laureaat Eerste Prijs Cello van het Internationaal Tsjaikovski-concours in 1970. In 2000 werd hij docent cello aan de Hochschule für Musik „Hanns Eisler“ Berlijn. Geringas bespeelt ook de barytone, onder meer gebruikt in stukken van Joseph Haydn.
Geringas speelde met het Berliner Philharmoniker, het Wiener Philharmoniker, het Koninklijk Concertgebouworkest, het London Symphony Orchestra, het Philharmonia, de Royal Philharmonic, het London Philharmonic Orchestra, het Orchestre de Paris, het Tsjechisch Filharmonisch Orkest, het Symphonieorchester des Bayerischen Rundfunks, het Gewandhausorchester, het Chicago Symphony Orchestra, de New York Philharmonic, het NHK-symfonieorkest in Tokio en het Israëlisch Filharmonisch Orkest, en dit onder de leiding van dirigenten als Gerd Albrecht, Vladimir Asjkenazi, Herbert Blomstedt, Andrej Borejko, Myung-whun Chung, Charles Dutoit, Christoph Eschenbach, Vladimir Fedosejev, Lawrence Foster, Valeri Gergiev, Paavo Järvi, Kirill Kondrasjin, Krzysztof Penderecki, Simon Rattle, Mstislav Rostropovitsj, Esa-Pekka Salonen, Jukka-Pekka Saraste, Wolfgang Sawallisch, Horst Stein, Joeri Temirkanov, Klaus Tennstedt en Michael Tilson Thomas.
- Bibsys: 1045724
- Bibliothèque nationale de France: cb138944090 (data)
- CiNii: DA0876851X
- Gemeinsame Normdatei: 12414358X
- International Standard Name Identifier: 0000 0001 1453 1505
- Library of Congress Control Number: n83044887
- Nationale Bibliotheek van Letland: 000195584
- MusicBrainz: daf1af2e-aefb-4223-a8bb-5f290834dbdd
- Nationale Bibliotheek van Tsjechië: xx0128231
- Nationale Bibliotheek van Israël: 987007299641805171
- Nationale Bibliotheek van Polen: a0000001779791
- Nederlandse Thesaurus van Auteursnamen: 073742309
- Istituto Centrale per il Catalogo Unico: UFIV105615
- Système universitaire de documentation: 189476613
- Virtual International Authority File: 98444287
- WorldCat: E39PBJwtqF4yhwwbXw3GqkGyh3